# Joseph Rock
Joseph Francis Charles Rock, född 13 januari 1884 i Wien, Österrike, död 5 december 1962 i Honolulu, Hawaii, var en österrikisk-amerikansk botaniker, upptäcktsresande, geograf, lingvist, etnograf och fotograf.
Auktorsnamnet Rock kan användas för Joseph Rock i samband med ett vetenskapligt namn inom botaniken; se Wikipediaartiklar som länkar till auktorsnamnet.